# Ruth Bernhard
Ruth Bernhard (Berlino, 14 ottobre 1905 – San Francisco, 15 dicembre 2006) è stata una fotografa tedesca naturalizzata statunitense.
È conosciuta per le sue foto di nudi femminili. Ansel Adams disse di lei che era la più grande fotografa del nudo.

## Biografia
Ruth Bernhard nacque a Berlino, figlia di Lucian Bernhard e Gertrude Hoffman. Lucian Bernhard, un designer versatile che ottenne notorietà per i suoi poster e per il design dei caratteri tipografici, molti dei quali portano il suo nome. I genitori di Ruth si separarono quando lei aveva solo due anni e, dopo il divorzio, vide sua madre solamente due volte e fu cresciuta da due sorelle, entrambe insegnanti, e dalla loro madre. Nonostante la sua assenza durante la sua infanzia, il padre di Ruth rimase una figura influente e un forte sostenitore del lavoro della figlia, offrendole frequenti consigli. Per questo, prese la decisione di studiare tipografia e storia dell'arte all'Universität der Künste Berlin nel 1925, prima dei trasferirsi a New York per unirsi a suo padre.
Qui lavorò come assistente di Ralph Steiner alla rivista Delineator, ma fu presto licenziata a causa delle sue prestazioni deludenti. Con i soldi della liquidazione, acquistò una macchina fotografica e presto cominciò a frequentare i circoli saffici della Manhattan degli anni venti, diventando intima amica di Berenice Abbott e della compagna Elizabeth McCausland. Nel 1934 cominciò a realizzare nudi artistici di soggetti femminili, il genere fotografico che la rese celebre. Dopo l'incontro con Edward Weston nel 1935, si trasferì in California per stare con lui; nel 1939 tornò a New York, dove sarebbe rimasta per gli otto anni successivi.
Nel 1944 tornò in California, dove visse per dieci anni a Carmel-by-the-Sea con la compagna Eveline "Evelyn" Phimister, collaborando con il Gruppo f/64. Successivamente cominciò a lavorare a Hollywood e, nel 1953, le due donne si trasferirono a San Francisco, dove Bernhard lavorò a stretto contatto con Ansel Adams, Imogen Cunningham, Minor White e Wynn Bullock. Nel 1958, iniziò a insegnare presso l'Università della California, tenendo anche conferenze, corsi e workshop in tutti gli Stati Uniti. Nel 2000 scrisse a quattro mani con Margaretta K. Mitchell la propria autobiografia, Ruth Bernhard: Between Art and Life.
Dichiaratamente bisessuale, nel corso della sua vita ebbe relazioni significative con uomini e donne. Morì nel 2006 all'età di 101 anni.

## Opera
Bernhard fu quasi esclusivamente una fotografa in studio e le sue opere spaziano da semplici nature morte a nudi complessi. Ha lavorato quasi esclusivamente in bianco e nero, anche se si dice che abbia fatto anche dei lavori a colori. È nota per le sue opere a tema lesbico, in particolare “Two Forms”, risalente al 1962, in cui una donna nera e una donna bianca, amanti nella vita reale, sono rappresentate con i loro corpi nudi premuti l'uno contro l'altro. Bernhard era paziente e molto meticolosa nel suo approccio; infatti, spesso trascorreva diversi giorni a creare una singola composizione e scattava solamente da un'unica angolazione considerata. La sua padronanza della luce è notevole, e ciò conferisce ai suoi soggetti, sia umani che inanimati, una delicata qualità scultorea, al fine di mostrare appieno la bellezza della loro forma. Nonostante abbia raccolto elogi significativi all'interno dei circoli fotografici (fu acclamata da Ansel Adams come “il più grande fotografo di nudo”), proprio come molte delle sue contemporanee, è rimasta relativamente sconosciuta al pubblico più ampio per gran parte della sua carriera.

## Premi e riconoscimenti
- 1976: Premio “Dorothea Lange” da parte del Museo di Oakland
- 1987: Premio per la Carriera Illustre in Fotografia. Società di educazione Fotografica. Conferenza Regionale del Midwest, Chicago, Illinois 8 novembre
- 1990: Attestato presidenziale per l’eccellente servizio reso alla Utah State University. Logan, Utah, 25 ottobre 1990.
- 1994: Premio “Cyril Magnin” per il servizio illustre nella Fotografia. Presentato dalla Camera di Commercio di San Francisco.
- 1996: Premio alla Carriera. Caucus femminile per l’arte. Capitolo Regionale della California, presentato al Mills College, Oakland, 30 marzo, 1996.
- 1997: Dottorato onorario in lettere umanitarie. Accademia dell’Arte, San Francisco, 1º giugno, 1997.
- 2003: “Lucie Award” per i risultati ottenuti nelle Belle Arti.

## Pubblicazioni
- Bernhard, Ruth. Collecting Light: The photograph of Ruth Bernhard. A cura di James Alinder. Carmel, Calif.: Friends of Photography, 1979.
- Bernhard, Ruth. Gift of the commonplace. Carmel Valley, Calif.: Woodrose Publications/ Center of Photograpich Art, 1996.
- Bernhard, Ruth. The Eternal Body: A Collection of Fifty Nudes. Carmel, Calif.: Photography West Graphics, 1986. San francisco: Chronicle, 1994. Essay di Margaretta K. Mitchell.
- Van, Melvin, e Ruth Bernhard. The Big Heart. San Francisco: Fearon, 1957.
- Mitchell, Margaretta K., e Ruth Bernhard. Ruth Bernhard: Between Art and Life. San Francisco: Chronicle, 2000. Stampa.

## Esibizioni soliste
- 1936: Galleria di Jake Zeitlin, Los Angeles.
- 1936: Pacific Institute of Music and Art, Los Angeles, Eye Behind the Camera.
- 1938: Galleria P.M., New York.
- 1956: Istituto per le Relazioni Culturali, Città del Messico.
- 1986: Museo delle Arti Moderne The Eternal Body.
- 2014: Galleria di Peter Fetterman The Eternal Nude.

## Collezioni
- Museo d'Arte di Indianapolis, Indiana.
- Museo J, Paul Getty, Los Angeles, California.
- Museo di Fotografia Contemporanea al Columbia College, Chicago, Illinois